# Lake Placid 2 - Il terrore continua
Lake Placid 2 - Il terrore continua è un film TV del 2007 diretto dal regista David Flores.
È il seguito del film Lake Placid (1999).

## Trama
Dopo otto anni dall'uccisione dell'enorme coccodrillo che nuotava nelle acque di Black Lake, la vita continua a scorrere tranquilla a Lake Placid, nella contea di Arostook. Lo sceriffo Riley viene però incaricato ad un nuovo caso: un pescatore è morto divorato, o almeno così ha detto un suo compagno che l'ha visto morire. Riley si fa aiutare dalla ex moglie Emily e dallo spietato cacciatore Struthers (inoltre odiato da Emma per aver ucciso due rarissime linci rosse). La sorella della vecchietta del primo film, Sadie, sta accudendo dei coccodrilli, non enormi come quelli del primo, ma comunque grandi, come solo una brava Bickerman sa fare. Ecco cosa sta di nuovo nuotando nelle acque di Black Lake, dove sempre più vittime cadono tra i denti affilati di coccodrilli che non hanno alcuna intenzione di lasciarsi scappare le prede!